# Henrik Alinder
Carl Håkan Henrik Alinder, född 8 juli 1968 i Kortedala församling, Göteborgs och Bohus län, är organist i Falu Kristine församling. Henrik har varit universitetsadjunkt i liturgiskt orgelspel vid Musikhögskolan i Piteå. Han undervisar därutöver några elever vid Musikkonservatoriet Falun. Alinder är diplomorganist och ger regelbundet konserter i Sverige och utomlands. Han har gjort cd-inspelningar och medverkat i radio och tv.

## Utbildning
- Kyrkomusikerprogrammet vid Kungl. Musikhögskolan i Stockholm 1988–1992
- Konsertorganistprogrammet vid Musikhögskolan i Piteå 1992–1995
- Studier för Naji Hakim [3] i Paris

## Diskografi
- Henrik Alinder, Schiörlin in Östra Skrukeby OP9001CD, Opus3 CD 1998
- H Alinder, Gunnar Enlund, Jacques van Oortmerssen, Mats Åberg, Gunnar Idenstam m.fl., Hill-orgeln i Stora Kopparbergs kyrka, Oak Grove CD 2006
- Henrik Alinder, Nordorgel – Henrik Alinder spelar på Grönlundsorgeln i Luleå domkyrka, MH9702 315

## Utmärkelser
- Linköpings kulturstipendium
- Östergötlands läns landstings kulturstipendium
- Kungliga Musikaliska Akademiens utlandsstipendium
- Pris vid den internationella tävlingen i interpretation av nutida musik i Kassel 1994.